# بول لوغا
بول لوغا (بالفرنسية: Paul Loga)‏ (مواليد 14 أغسطس 1969) هو لاعب كرة قدم. يلعب مع منتخب الكاميرون لكرة القدم. سبق له أن لعب في كأس العالم لكرة القدم مع منتخب بلاده.

## روابط خارجية
- بول لوغا على موقع الاتحاد الدولي (مؤرشف)  (الإنجليزية)
- بول لوغا على موقع قاعدة بيانات كرة القدم.إي يو (الإنجليزية)
- بول لوغا على موقع ناشيونال فوتبول تيمز (الإنجليزية)